# Варадат Сирийский
Варада́т (др.-греч. Βαραδάτος; IV век — V век) — христианский подвижник, сирийский пустынник, преподобный.
Сведения о жизни Варадата сообщает Феодорит Кирский в 27-й главе своей книги «История боголюбцев».
Варадат подвизался в Сирии, вначале он избрал для себя путь отшельника, он поселился в небольшой келье. Прожив ней некоторое время, Варадат переселился на близлежащий утёс, на нём он устроил из дерева небольшой и несоразмерный его телу ящик, в котором и проводил жизнь в постоянно согнутом положении, так как ящик был ниже его роста. Этот ящик был сколочен из досок, но при этом доски ящика не плотно лежали друг другу, а между ними были большие промежутки. Таким образом, ящик был похож на деревянную клетку, имеющую широкие отверстия для света. Из-за этого Варадат не был защищён ни от дождей, ни от снега, ни от ветра, ни от солнечного света, но терпеливо переносил все изменения погоды подобно тем подвижникам, которые живут под открытым небом, при этом превосходя их тяжким заключением своим в небольшом деревянном ящике. Варадат прожил долгое время в ящике и покинул его лишь благодаря убеждениям архиепископа Антиохийского Феодота.
После этого Варадат начал подвизаться стоя. Он стоял с постоянно поднятыми к небу руками и непрестанно славословил Бога. Всё тело Варадата было покрыто кожаным хитоном: только около носа и рта было оставлено небольшое отверстие для дыхания. Варадат переносил всё, не имея ни крепкого телосложения, ни крепкого здоровья, его организм был ранее подвержен многим болезням.
Варадат обладал умом рассудительным и давал прекрасные ответы на все вопросы приходящих к нему. В богословских вопросах Варадат пользовался большим уважением. В 434 году император Феодосий написал письмо Симеону Столпнику, Варадату и Иакову Отшельнику с просьбой убедить епископа Феодорита Кирского примириться с соглашением между архиепископом Антиохийским Иоанном I и архиепископом Александрийским Кириллом.